# Niels Henriksen
Niels Laulund Henriksen (Gentofte, 4 de febrero de 1966) es un deportista danés que compitió en remo.
Participó en los Juegos Olímpicos de Atlanta 1996, obteniendo una medalla de oro en la prueba de cuatro sin timonel ligero. Ganó cinco medallas en el Campeonato Mundial de Remo entre los años 1988 y 1995.

## Palmarés internacional
| Juegos Olímpicos   | Juegos Olímpicos              | Juegos Olímpicos  | Juegos Olímpicos          |
| Año                | Lugar                         | Medalla           | Prueba                    |
| ------------------ | ----------------------------- | ----------------- | ------------------------- |
| 1996               | Atlanta (Estados Unidos)      | Medalla de oro    | Cuatro sin timonel ligero |
| Campeonato Mundial |                               |                   |                           |
| Año                | Lugar                         | Medalla           | Prueba                    |
| 1988               | Milán (Italia)                | Medalla de bronce | Ocho con timonel ligero   |
| 1989               | Bled (Yugoslavia)             | Medalla de plata  | Ocho con timonel ligero   |
| 1993               | Račice (República Checa)      | Medalla de plata  | Ocho con timonel ligero   |
| 1994               | Indianápolis (Estados Unidos) | Medalla de oro    | Cuatro sin timonel ligero |
| 1995               | Tampere (Finlandia)           | Medalla de plata  | Cuatro sin timonel ligero |